# Fujisaki Masato (Diplomat)

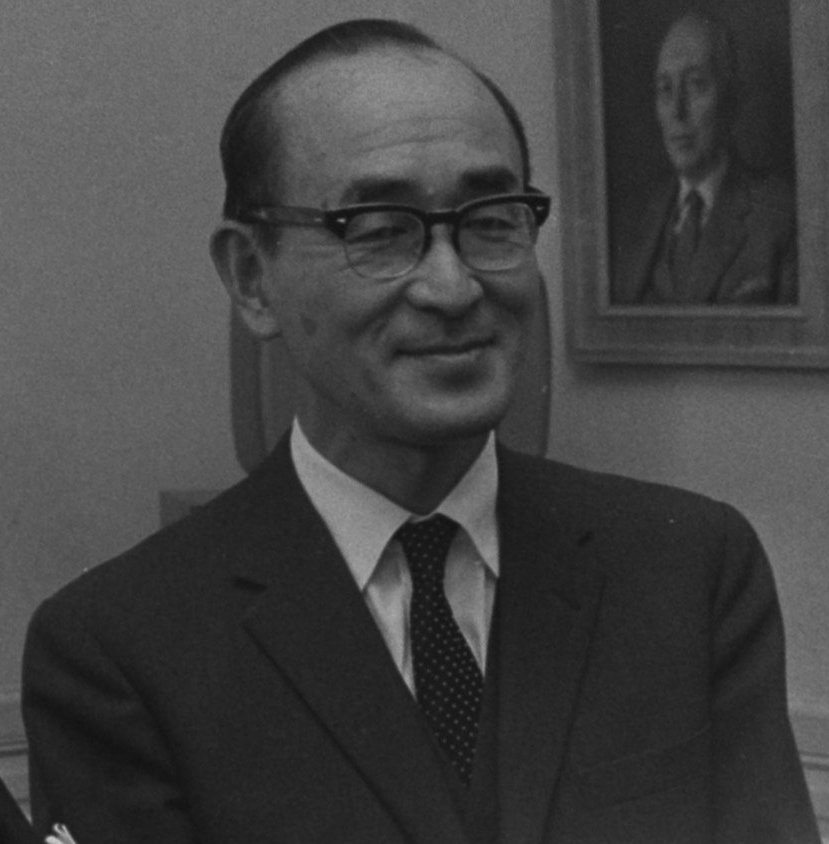
Fujisaki Masato

Fujisaki Masato (jap. 藤崎 萬里; * 16. Dezember 1914 in der Präfektur Kagoshima; † 6. Oktober 2006) war ein japanischer Diplomat.
Während seiner diplomatischen Karriere war er unter anderem von 1960 bis 1962 der Generalkonsul Japans in Seattle, japanischer Botschafter in den Niederlanden sowie von 1972 bis 1976 japanischer Botschafter in Thailand. Er war 1951 Teilnehmer der Friedenskonferenz von San Francisco und wirkte am Abschluss des Sicherheitsvertrages mit den USA und des Grundlagenvertrags mit der Republik Korea mit.
Fujisaki löste im April 1977 Shimoda Takezo als Richter am Obersten Gerichtshof Japans ab und bekleidete dieses Amt bis Dezember 1984. Er selbst wurde nun von Takashima Masuro abgelöst.
Sein Sohn Ichirō Fujisaki schlug nach einer längeren Lehrtätigkeit ebenfalls eine diplomatische Laufbahn ein und fungiert seit 2008 als japanischer Botschafter in den Vereinigten Staaten. Der Politiker Takeaki Matsumoto ist der Neffe von Fujisakis Frau Fusako.